# Неа-Перамос (Аттика)
Не́а-Пе́рамос (греч. Νέα Πέραμος) — приморский малый город в Греции, пригород Афин. Административно относится к общине Мегара в периферийной единице Западная Аттика в периферии Аттика. Расположен на высоте 2 м над уровнем моря, на берегу бухты Элефсис залива Сароникос, напротив острова Саламин, в 7 км к востоку от Мегары , в 11 км к западу от Элефсиса и в 27 км к западу от центра Афин. Население 8333 человека по переписи 2011 года. Площадь 7,527 км².
Город пересекает старая Национальная дорога 8. Автострада 8 (Европейский маршрут E94) проходит севернее.

## История
После Малоазийской катастрофы беженцы из Перамоса, ныне Каршияка на восточном берегу полуострова Капыдагы, клинообразно вдающегося к северу в Мраморное море, переселились в Кавалу, где основали современный город Неа-Перамос, и Аттику. Город Неа-Перамос в Аттике официально создан в 1928 году.
27 сентября 2005 года в Неа-Перамосе открыта железнодорожная станция.
Город был затоплен во время наводнения в 2017 году.

## Население
| Год  | Население, человек |
| ---- | ------------------ |
| 1991 | 5932               |
| 2001 | 6922               |
| 2011 | ↗ 8333             |